# Dimitri Rouchon-Borie
Dimitri Rouchon-Borie est un journaliste et écrivain français né à Nantes le 3 août 1977.

## Biographie
Dimitri Rouchon-Borie grandit à Nantes, puis fait des études de philosophie et de sciences cognitives. Il devient journaliste dans la presse régionale, et notamment à La Presse d’Armor puis au Télégramme. En 2011, il débute dans ce cadre des chroniques judiciaires. Il écrit un premier livre de chroniques judiciaires romancées en 2018, dénommé Au tribunal.
En janvier 2021, il publie son premier roman, Le Démon de la colline aux loups, très remarqué par la critique,,.
En mai 2021 sort son nouvel ouvrage Ritournelle, réécriture d'une partie de Au tribunal,. Son troisième livre, "Fariboles", est publié en 2022, toujours par la maison d'édition Le Tripode,,. En août 2023, son nouveau roman, Le Chien des étoiles, sort chez le même éditeur.

## Œuvre
Il a publié plusieurs œuvres, :

### Chroniques judiciaires romancées
- Au tribunal, La manufacture des livres, 2018

### Romans
- Le Démon de la colline aux loups, Le Tripode, 2021
- Ritournelle, Le Tripode, 2021
- Fariboles, Le Tripode, 2022
- Le Chien des étoiles, Le Tripode, 2023

### Livres audio
- Le démon de la colline aux loups, 1 CD audio MP3, Sixtrid, lu par Hervé Lavigne, 2022

## Prix et distinctions

### PourLe Démon de la colline aux loups
- Le roman obtient le prix Première 2021 de la RTBF[18]
- Prix des libraires Payot 2021[19]
- Prix Roblès des lecteurs [20],[21]
- Prix Louis-Guilloux 2021[22]
- Prix premier roman des Inrockuptibles[23]
- Prix Poulet-Malassis 2021
- Prix [du métro] Goncourt 2021 pour Le démon de la colline aux loups[24]
- Prix du barreau de Rouen
- Prix du rendez-vous du 1er roman (Québec)
- Prix du premier roman du festival de Chambéry
- Prix Vleel

### Pour Le Chien des étoiles
Le roman est :
- dans les 10 romans préférés des libraires indépendants [25]
- lauréat du Palmarès Livres Hebdo des libraires 2023[26]
- en lice pour le prix du Roman des étudiants de France culture[27],[28]

### Prix journalistique
- Prix Varenne 2011 pour Enfer en Atlantique (récit d’un incroyable naufrage) paru sur La Presse d’Armor[29]